# 拇指對掌肌
拉動拇指橫過手掌的肌肉

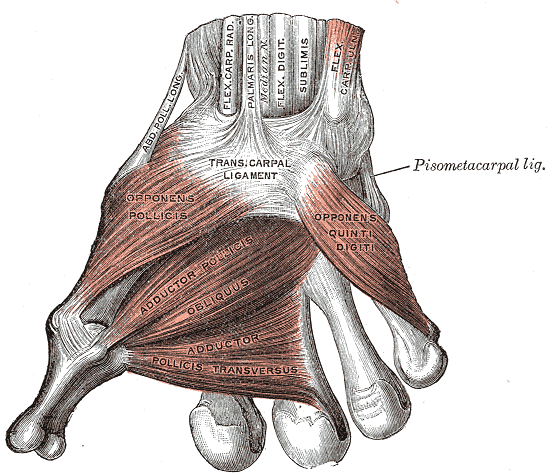
對掌拇肌

拇指是手中最靈活的部分，由前臂中的四條肌肉和手本身中的四條肌肉所帶動。對掌拇肌是在拇指底部形成一個鼓起的肌肉之一。其英文名opponens pollicis意為拇指的反對者。它可移動拇指使其與手指相抵或拮抗。其他拇指肌肉包括可使拇指彎曲的屈拇短肌和使拇指向外張開的展拇短肌。

## 其他圖片

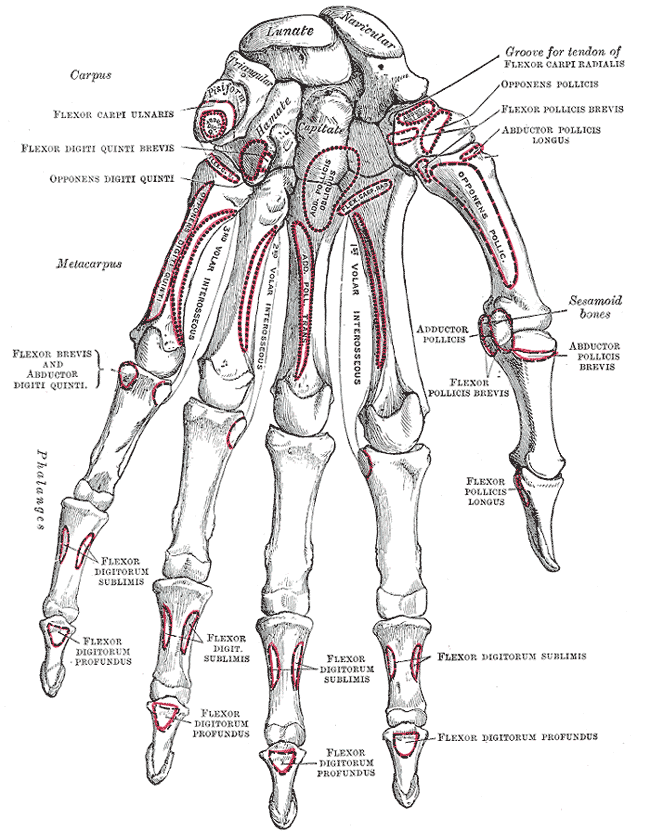
左手掌手骨 Volar surface.
Transverse section across the wrist and digits.

## 來源
〈人體學習百科〉 貓頭鷹出版社
ISBN 957-9684-11-1
Template:Muscle